# Font de la Sardana (Barcelona)
La font de la Sardana es troba a la plaça de Tetuan de Barcelona i està inclosa a l'Inventari del Patrimoni Arquitectònic de Catalunya.

## Història i descripció
El 1920, Frederic Marès guanyà el concurs convocat per l'Ajuntament de Barcelona per a erigir un monument a la sardana, inaugurat el 1923.
Fet en pedra de Montjuïc, està constituït per un bloc prismàtic a sobre d'un basament que sobresurt per tres dels seus costats: el frontal per a situar-hi la pica, i els costats, bastant més estrets, ocupats per sengles relleus rectangulars, de gust noucentista, on hi ha representades unes cistelles plenes de fruites i vegetals diversos, que vessen pels dos costats i que recorden solucions barroques. A la part superior hi ha un baix relleu de cinc figures d'esquena captades en l'actitud del ball, vestides amb simplicitat i tractades amb cert esquematisme. En el registre central figura un fragment del poema de Joan Maragall: «La sardana és la dansa més bella de totes les danses que es fan i es desfan», gravat en lletres romanes.